# Kapuskesztyű
A kapuskesztyű a kesztyű egyedülálló típusa, a labdarúgókapusok megszokott viselete, a célja az, hogy a kapus jobban meg tudja fogni a labdát, ki tudja védeni a gyorsan mozgó lövéseket és melegen tartsa a kapust a hideg időben. A kapuskesztyű tenyérrésze természetesen a legfontosabb rész, amellyel megragadják a labdát. A legtöbb kapuskesztyű latexhabból készül.

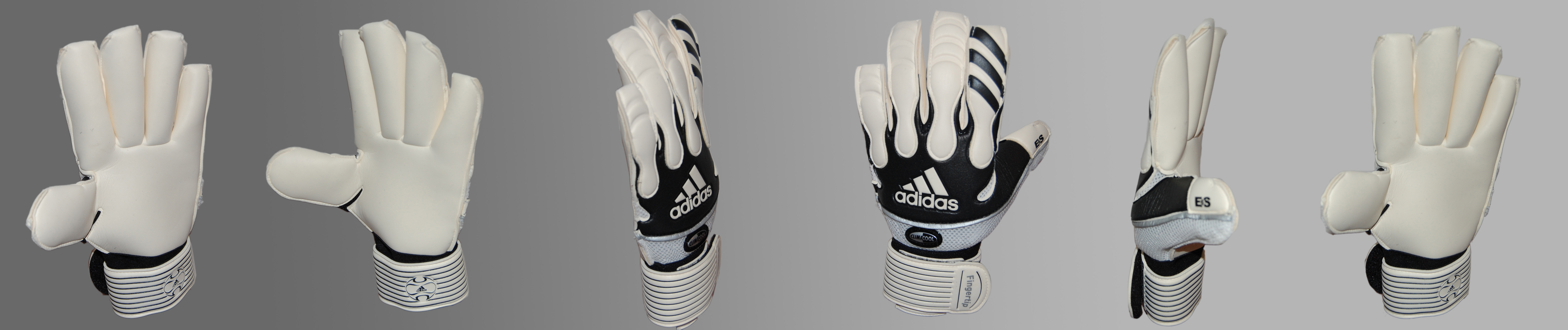
Kapuskesztyű

## Története
Az első beszámoló a kapuskesztyű használatáról 1952-ben érkezett az Airdrive - Celtic mérkőzésről. Az 1960-as éveket megelőzően szokatlan volt az, hogy a kapusok kesztyűt használtak, kivéve ha nagyon rossz időjárási körülmények voltak, amikor a kezük melegen tartása miatt használták. A kesztyű használata az 1980-as években vált egyre népszerűbbé, amikor a legtöbb hivatásos játékos elfogadta. Az 1990-es évek végén a kesztyű védelmet jelentett az ujjak meghúzódása ellen, és nemsoká fő felszereléssé vált.